# Giuseppe Romagnolo
Giuseppe Romagnolo per gli amici Pippo (Milazzo, 26 gennaio 1934 – 12 marzo 2016) è stato un allenatore di calcio e calciatore italiano di ruolo ala destra.
Militò in Serie A, nel Napoli, nelle stagioni 1956-57 e 1957-58 dove, sotto la guida di Amedeo Amadei, ha il piacere di giocare insieme a calciatori del calibro di Vinicio, Pesaola e Bugatti (solo per citarne alcuni).
Ha vissuto a Napoli per circa tre anni per poi concludere la sua carriera da calciatore e quindi far ritorno nella Città natale.

## Biografia
Figlio di Santi Romagnolo e Rosa Oliva, grande appassionato di sport, Romagnolo sin da bambino pratica ogni tipo di attività, dal calcio alla pallavolo, dal tennis allo sci.
Nel 1956, durante un viaggio per un programmato test al Bologna, su invito di un dirigente si sottopone ad un provino del Napoli, in seguito al quale viene acquisito dalla squadra del presidente Achille Lauro.

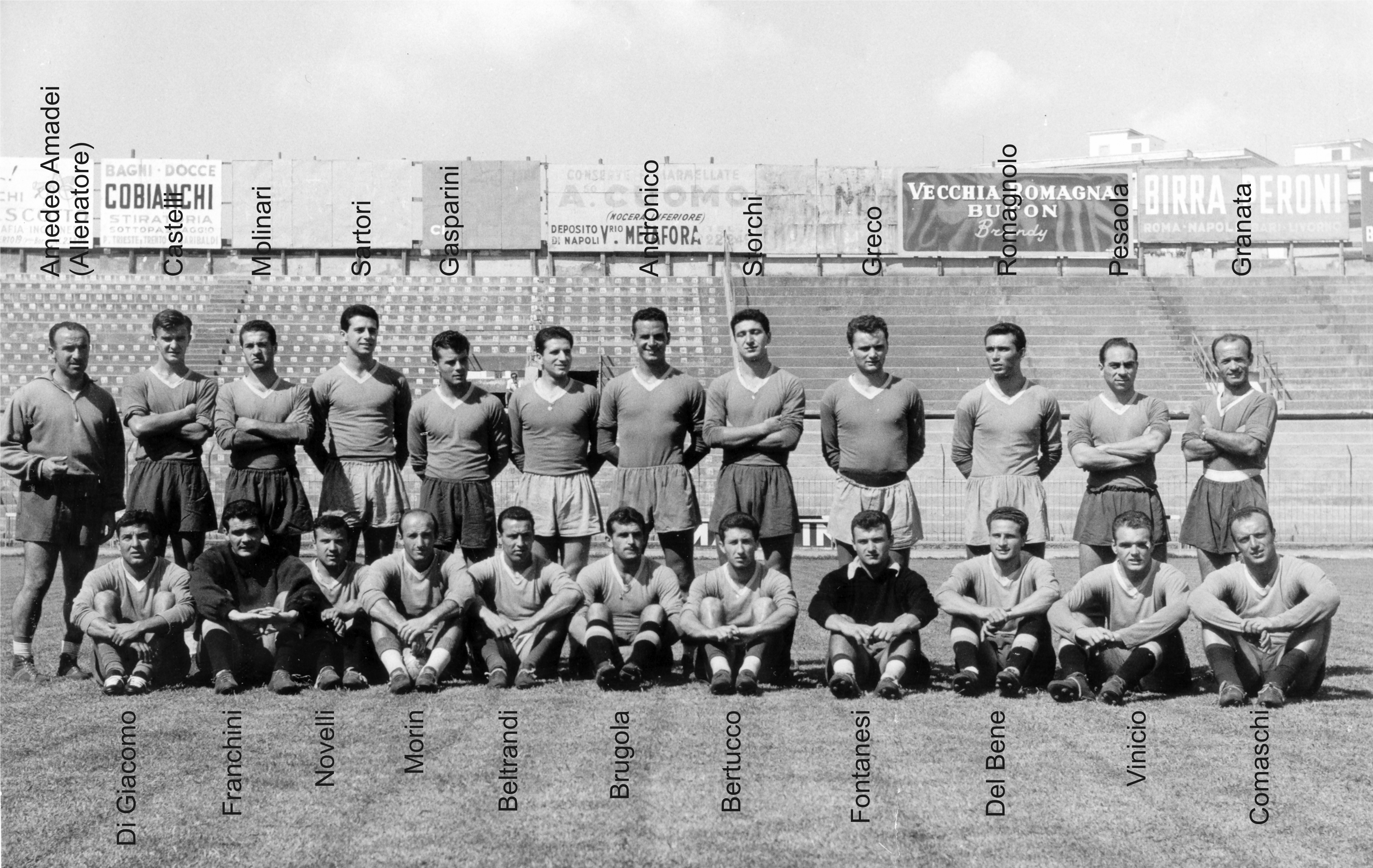
SSC Napoli (1956): I componenti della squadra

Negli anni di permanenza a Napoli in forza al Team partenopeo, presta anche il servizio militare e, nel 1957, conosce la sua futura moglie (Antonella Turturiello) che sposerà proprio nel quartiere Vomero (nel 1962). Il suo stretto legame con il mondo calcistico lo porta ad affidare il servizio fotografico del matrimonio a Guido Di Domenico (allora fotografo ufficiale del Napoli Calcio).
Smessa la maglia di calciatore, nel 1959 torna a Milazzo dove, assieme al papà Santi e ai fratelli Stefano e Maurizio gestirà la rinomata pasticceria "Romagnolo" di via Giacomo Medici.
Nei primi anni ‘70 allena la S.S. Errante e negli anni ’80 prende parte alla dirigenza del C.S.I. Milazzo, l'allora squadra di pallavolo militante in Serie B.
Il 12 dicembre 2012, quale omaggio alla sua carriera calcistica, riceverà a Milazzo il Premio Terminal Sport.

## Gli inizi a Milazzo

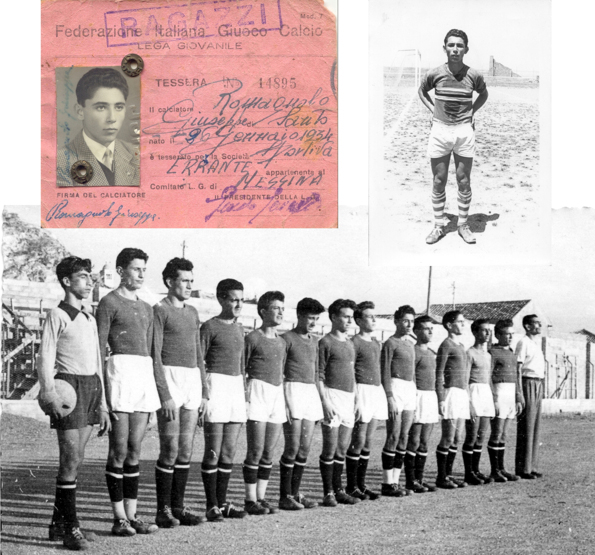
Milazzo (primi anni '50): Gli esordi nel calcio di Romagnolo

Nel 1951 e nel 1952 gioca per la società A.C. Milae, successivamente viene tesserato nella S.S. Errante del Mister Vincenzo Patti e quindi nella Società Sportiva Milazzo che, sotto la guida da Egidio Turchi, milita nel campionato di Promozione

## Nella classe regina

### S.S. Calcio Napoli

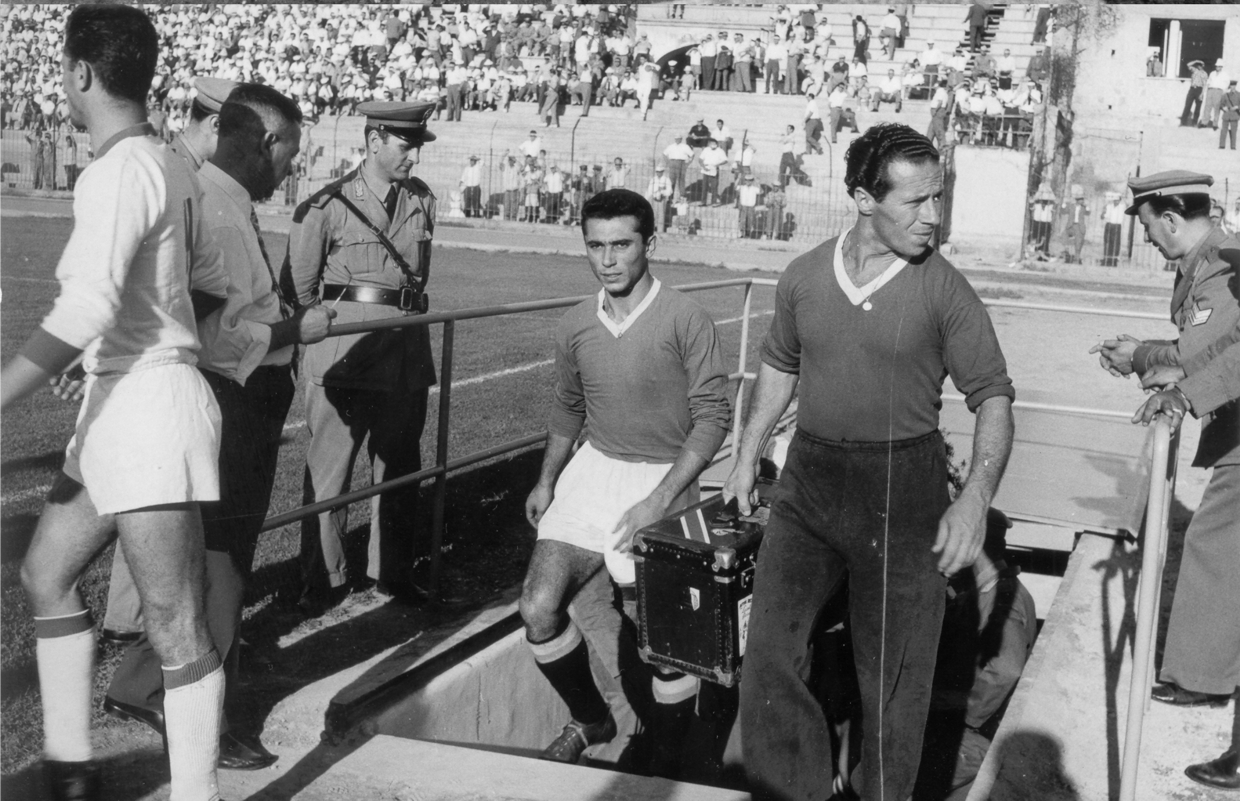
Napoli, Stadio del Vomero (1957): Ingresso in campo di Romagnolo

In Campania arriva il 14 Giugno del 1956, grazie al talent scout Osvaldo Trebbi. Nell'occasione, assieme a Nello Ariosto ed al messinese Domenico Andronico, viene sottoposto ad un provino per la Società Sportiva Calcio Napoli, ed è così che – insieme ad Andronico – viene acquisito dalla prestigiosa formazione di serie A.
Per due stagioni rimarrà in squadra come riserva (per la presenza di numerosi e affermati campioni in squadra) ma non gli mancheranno le occasioni di scendere in campo e mettere in mostra le sue doti calcistiche.
È il 10 Febbraio 1957, quando Romagnolo è in rosa nel match casalingo del Napoli contro la Triestina (19ª giornata del girone di ritorno). Partita che si concluse con il risultato di 2-1 per il Napoli - Marcatori: Vinicio e Moro (con un magnifico gol di testa).
Tra i tesserati più vicini, sia in campo che fuori, si ricordano (l'amico di sempre) Andronico, Amicarelli, Del Bene, Sartori, Storchi e Vitali.

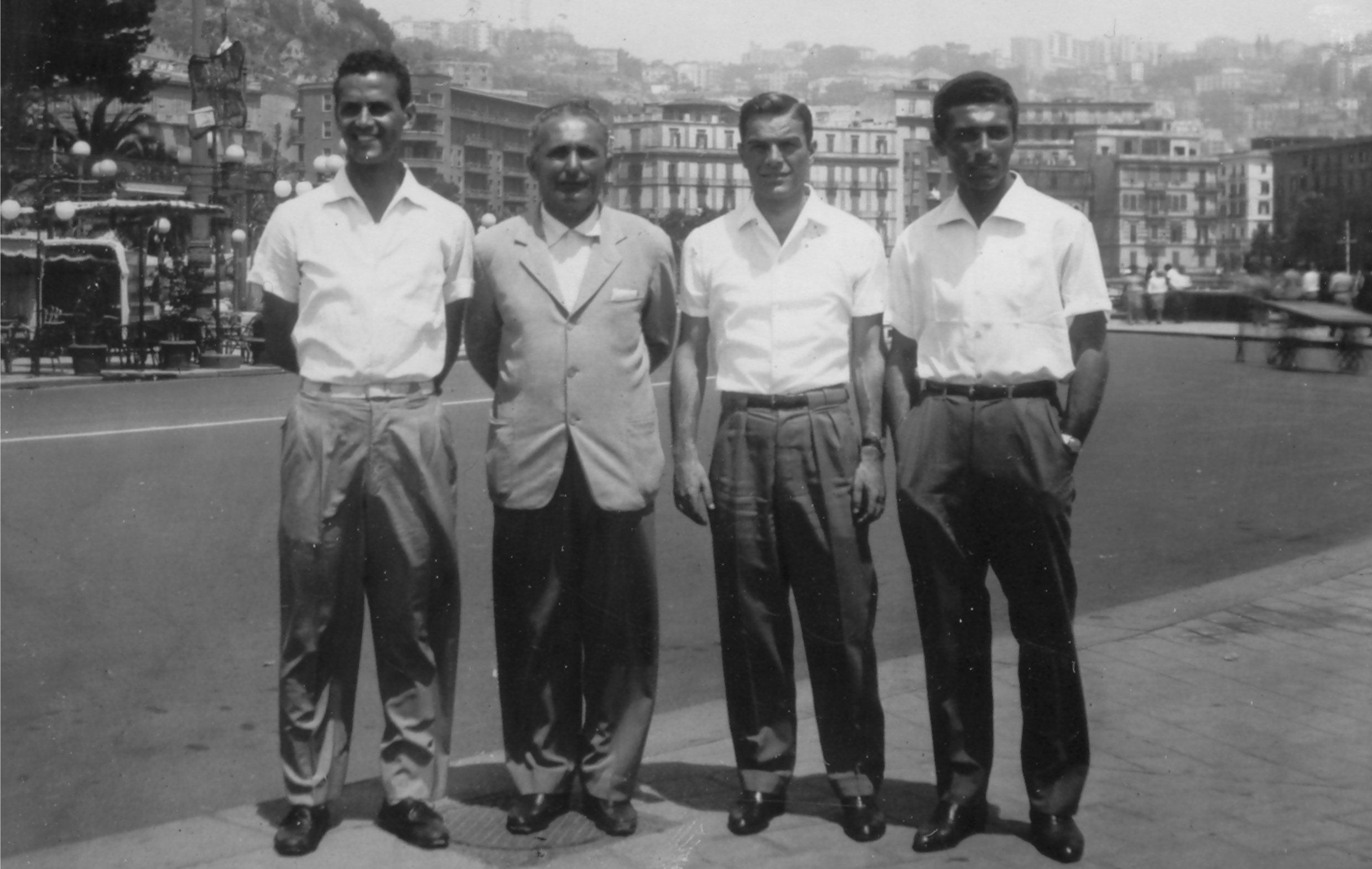
Napoli, Mergellina (14/06/1957) - Da sinistra: Domenico (Mimmo) Andronico, Osvaldo Trebbi (Talent Scout), Nello Ariosto e Giuseppe (Pippo) Romagnolo.
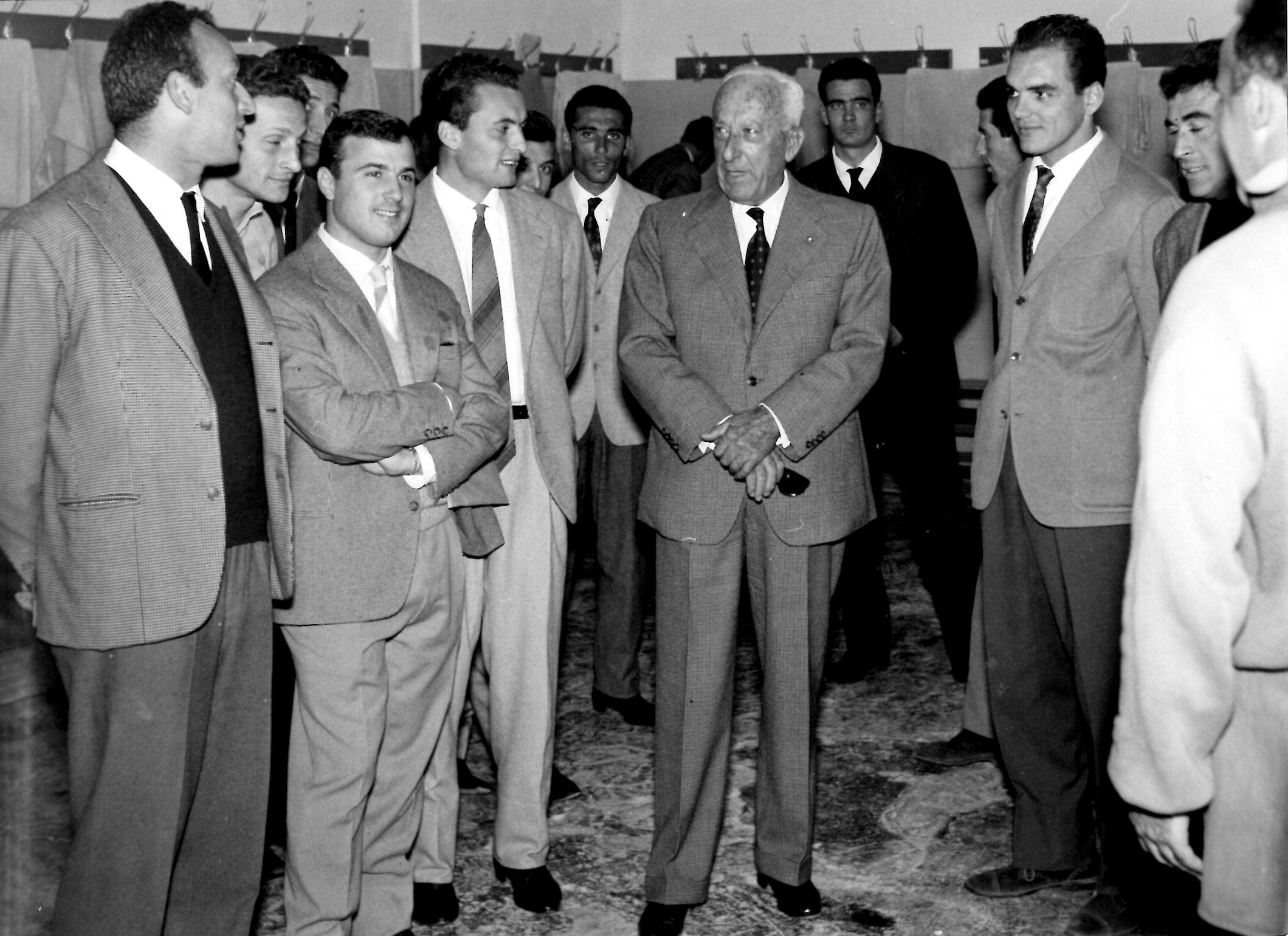
Napoli (1957): la squadra di calcio con il Presidente Achille Lauro
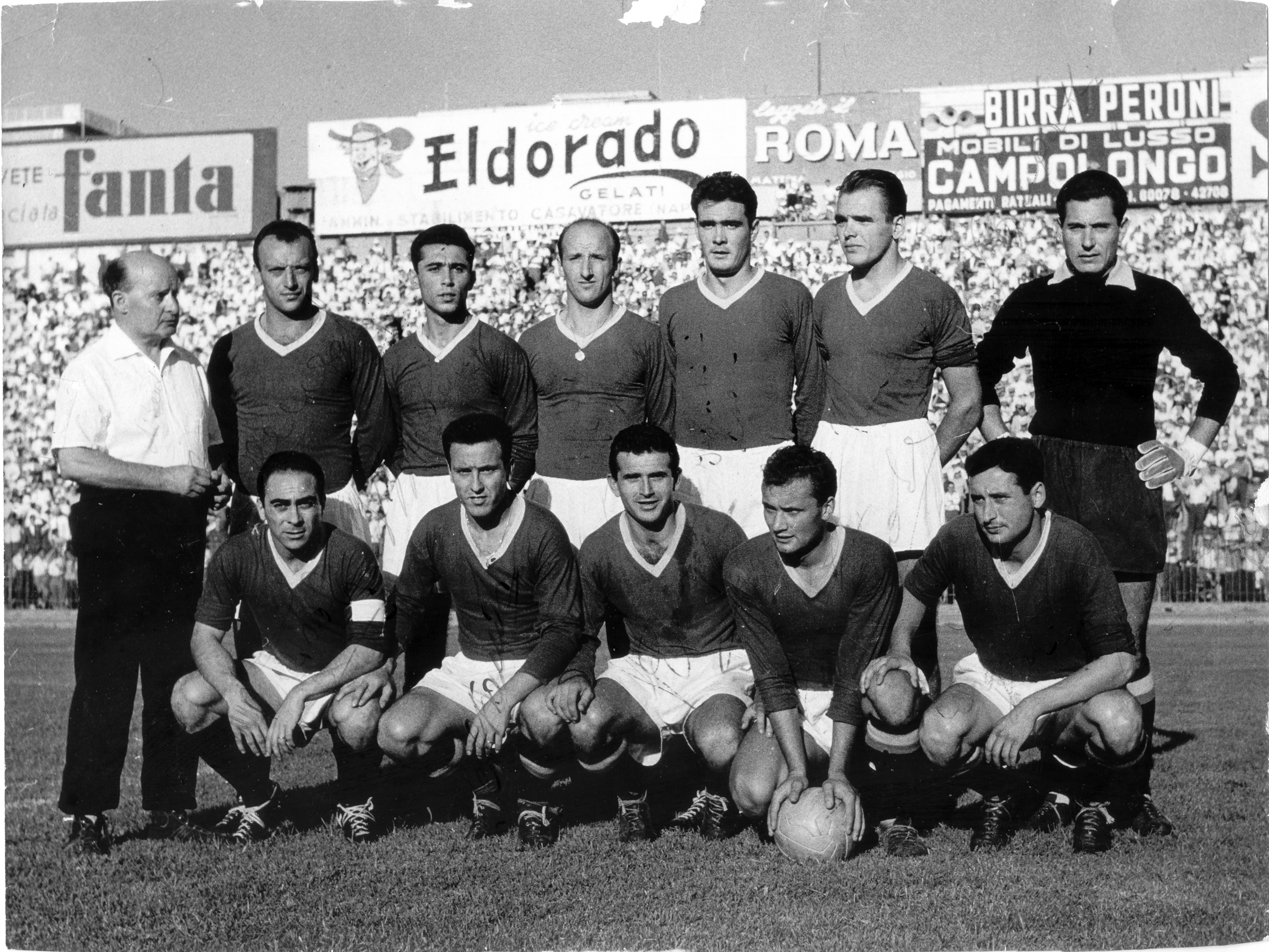
Napoli, Stadio del Vomero (1957) - Da sinistra in piedi: Beato (Massaggiatore), Comaschi, Romagnolo, Morin, Franchini, Vinicio, Bugatti; Accosciati: Pesaola, Beltrandi, Brugola, Greco, Gramaglia.
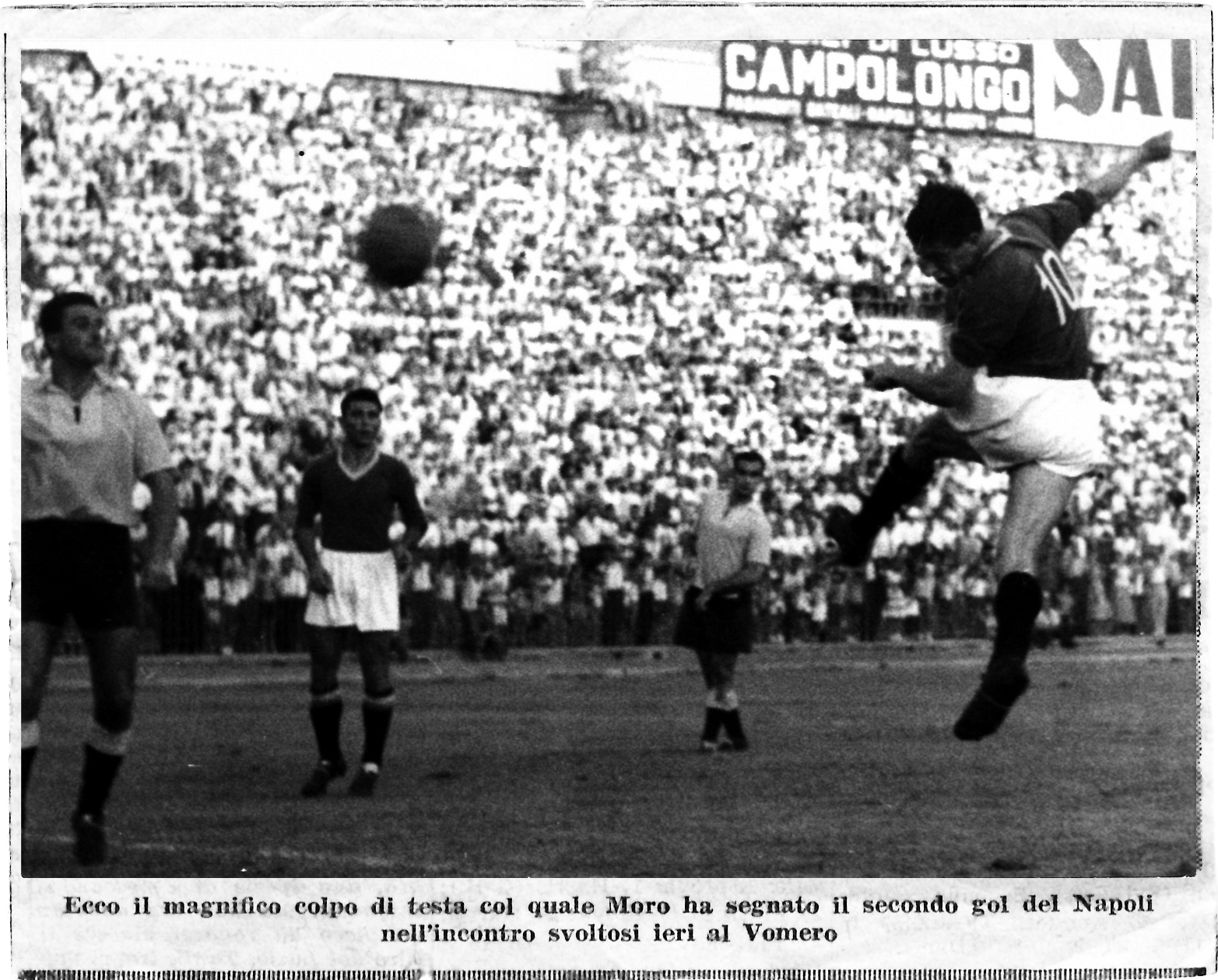
Ritaglio del quotidiano "Il Mattino"
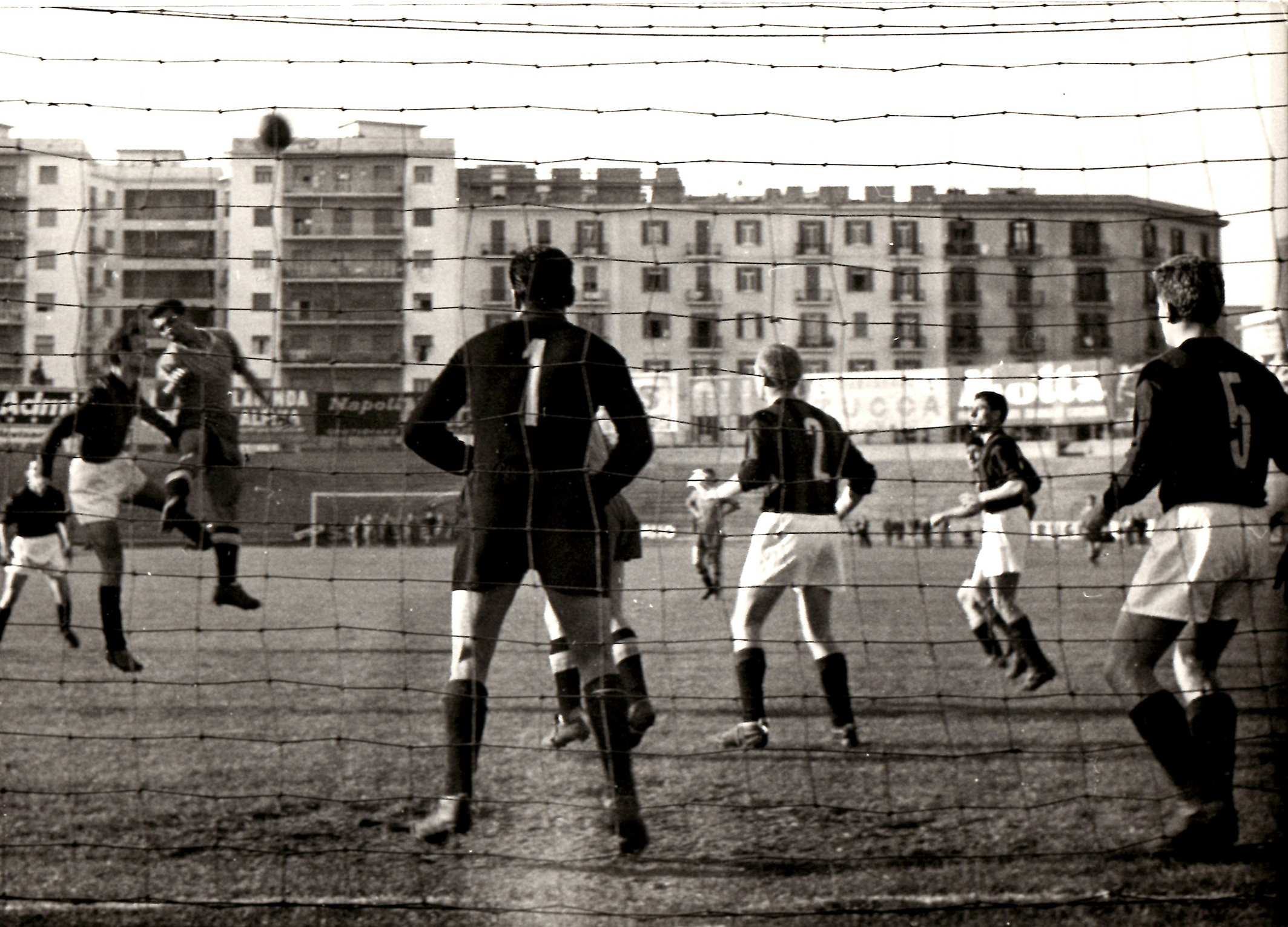
Colpo di testa di Romagnolo
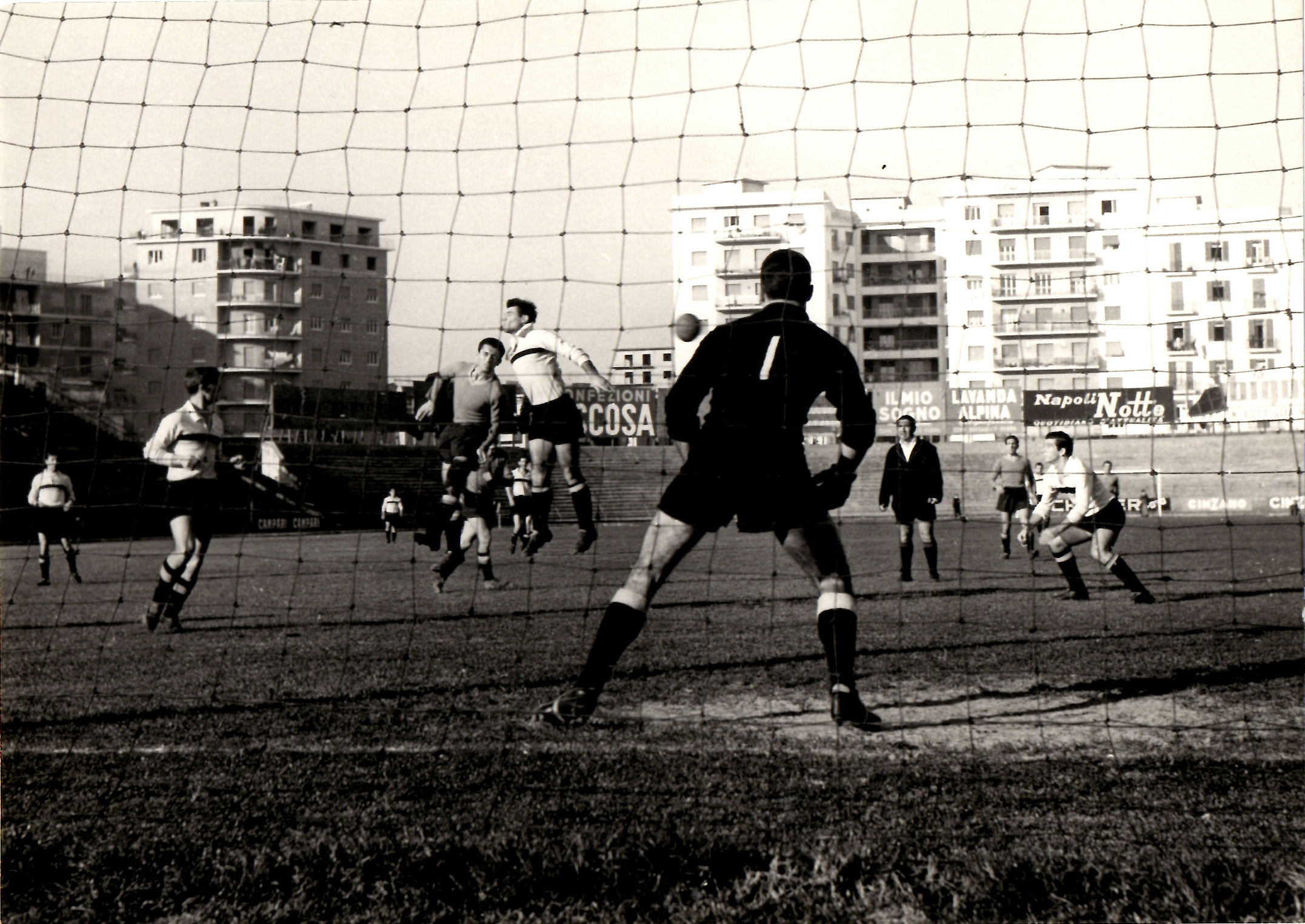
Romagnolo in azione
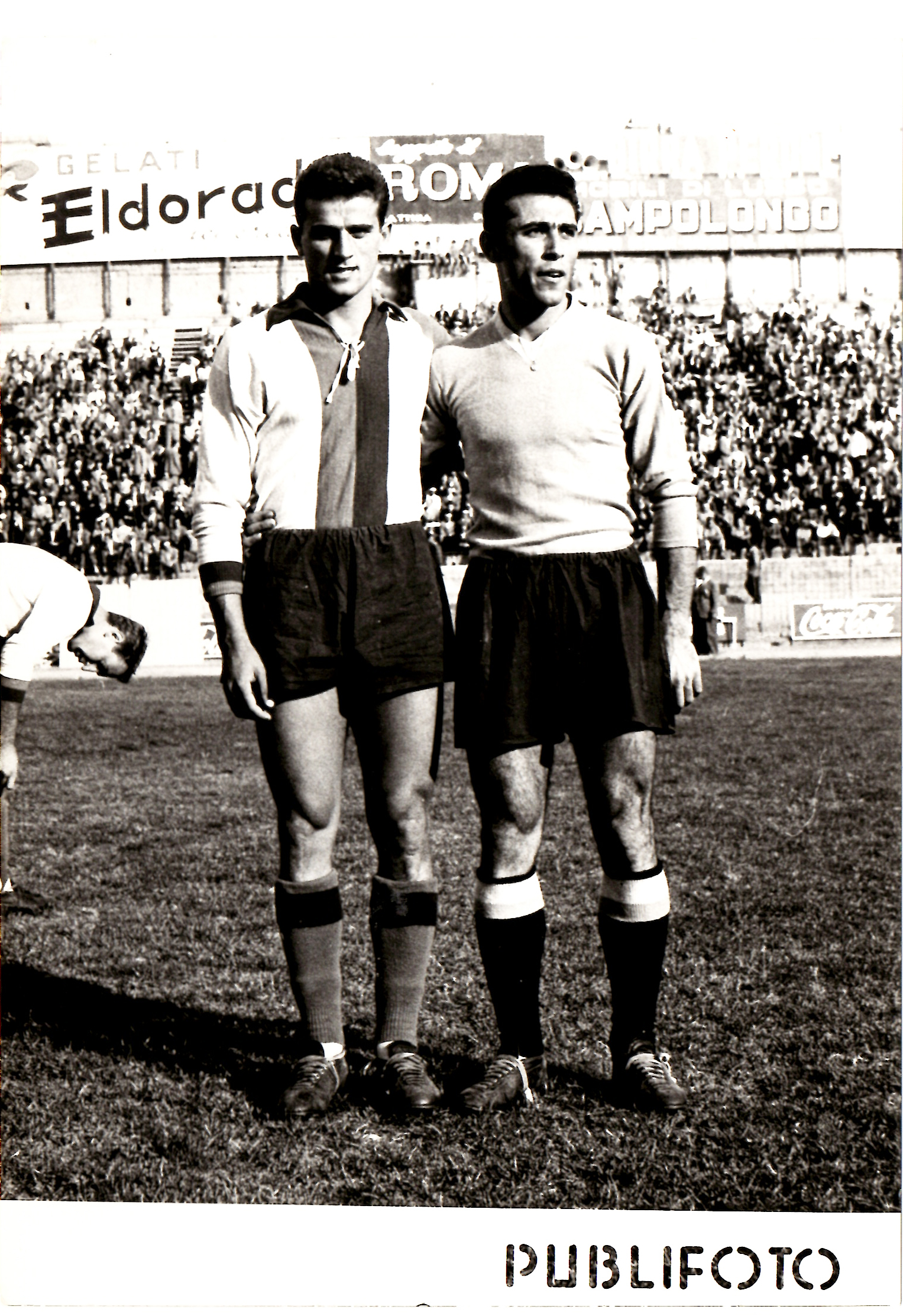
Napoli, Stadio del Vomero (1957): Attilio Frizzi e Giuseppe Romagnolo dopo l'incontro Napoli-Genoa.
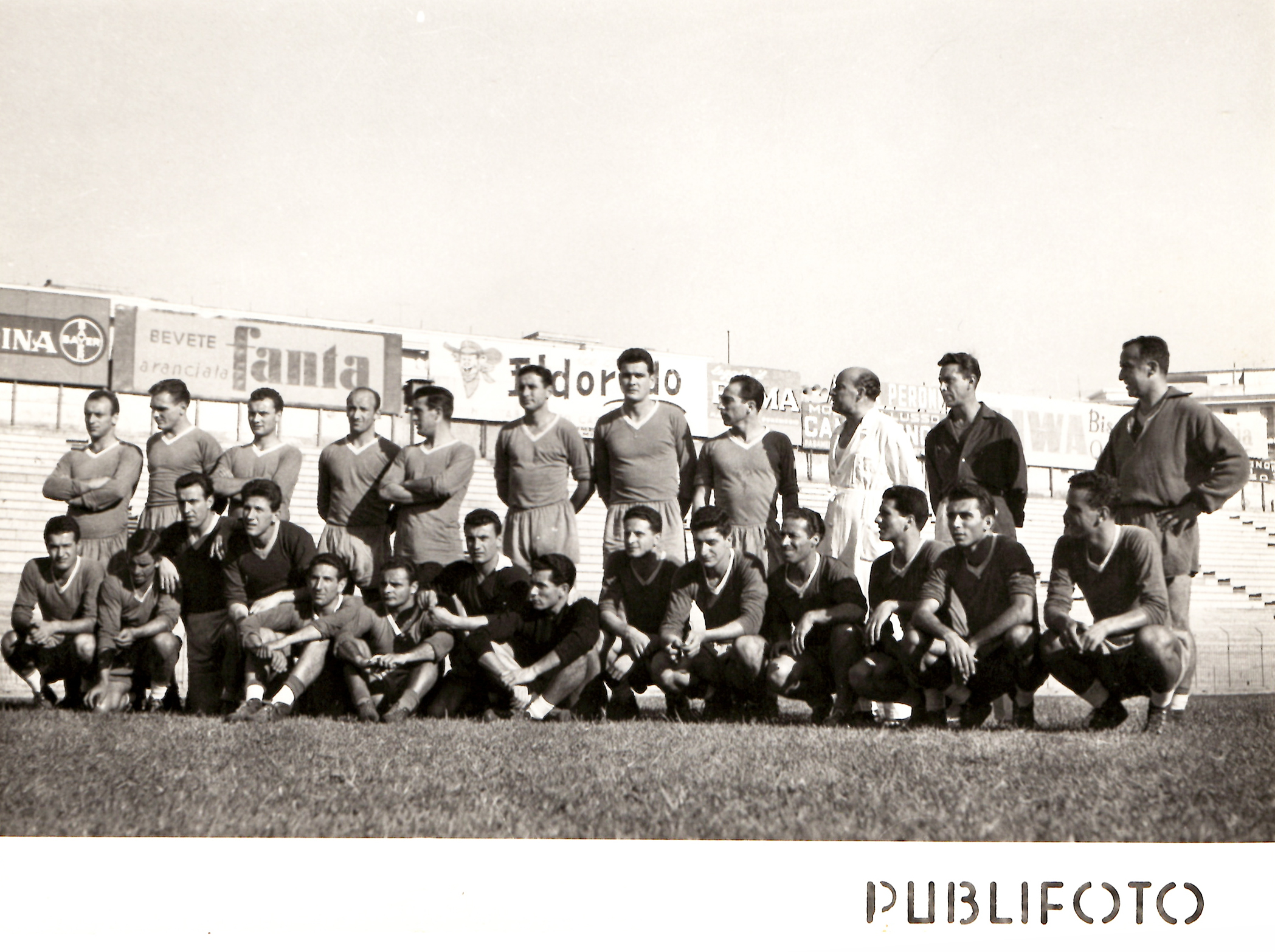
SSC Napoli (1956-57) - Foto di squadra durante un allenamento
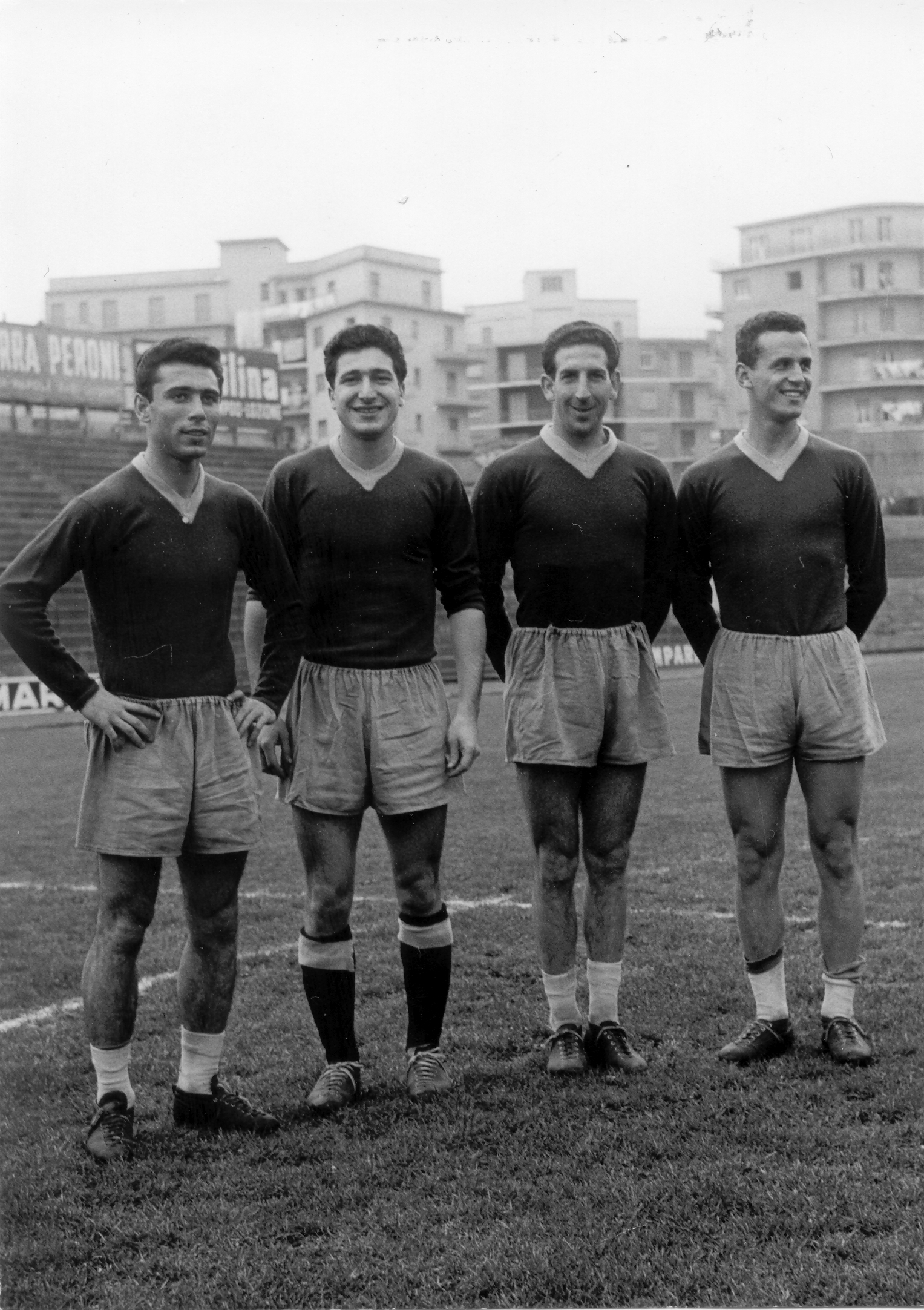
SSC Napoli (1957) - Da sinistra: Giuseppe Romagnolo, Romano Storchi, Luigi Amicarelli e Domenico Andronico
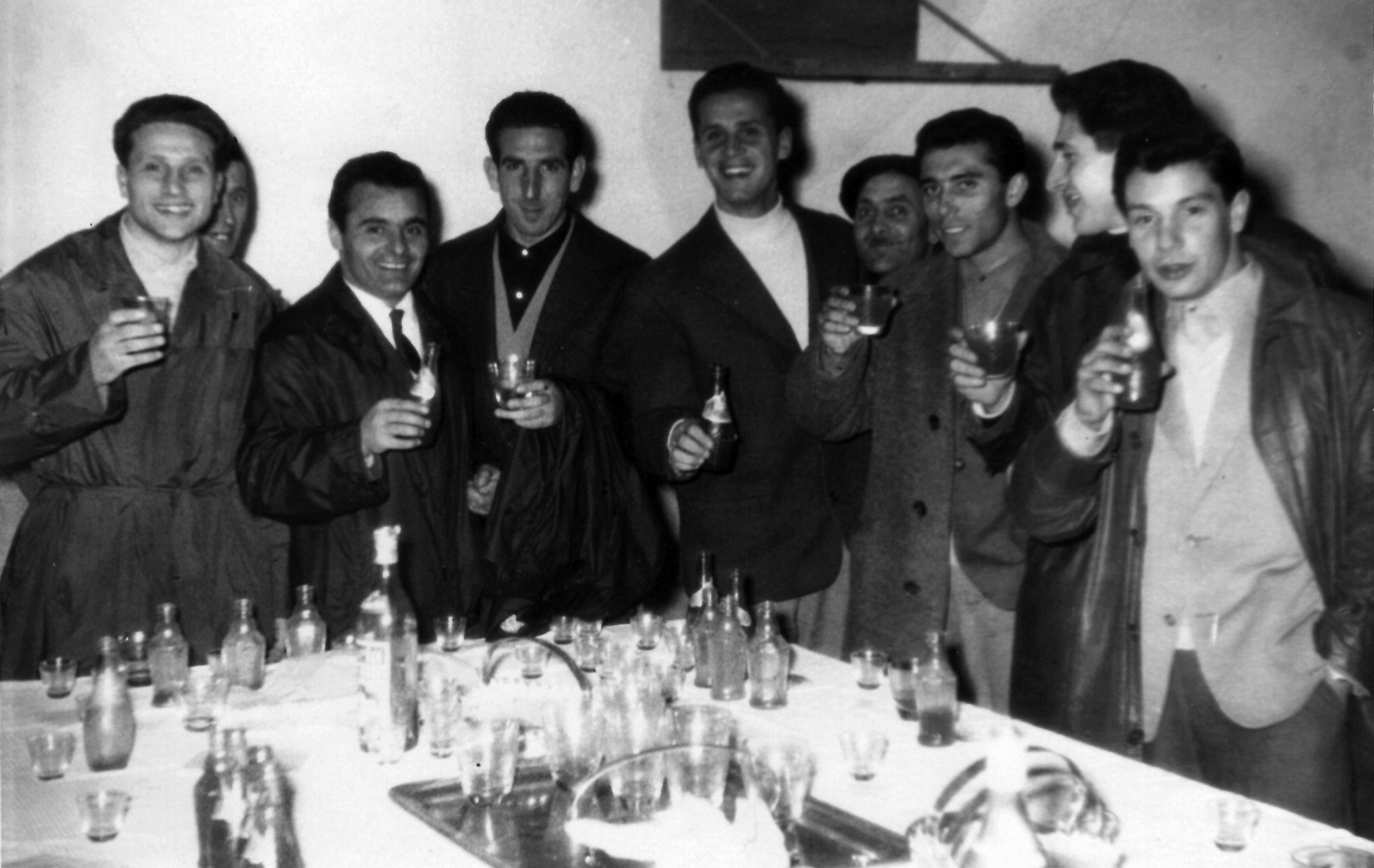
Napoli 1956-57: Riconoscibili (tra gli altri) Pier Luigi del Bene, Luigi Amicarelli, Domenico Andronico e Giuseppe Romagnolo.

## Caratteristiche tecniche
Da giocatore ha espresso le sue doti soprattutto nello scatto, in velocità e nella capacità di elevazione ovvero nei tiri al volo e nei colpi di testa.